# 季駿
季駿（1411年—？），字文華，浙江紹興府會稽縣人，明朝政治人物。

## 生平
浙江鄉試第三十七名。正統十年（1445年）乙丑科進士，歷官南京江西道監察御史，升任广东按察司佥事。

## 家族
曾祖父季珍。祖父季文道。父亲季良佐。
有孫季本，正德丁丑進士，心學家。